# Antoine Dubois de Riocour
Antoine Nicolas François Dubois de Riocour est un homme politique français né le 25 octobre 1761 à Nancy (Meurthe-et-Moselle) et décédé le 29 mars 1841 à Aulnois-sur-Seille (Moselle).
Fils d'un premier président de la Chambre des comptes de Nancy, il est conseiller à la cour royale de Nancy, puis premier président en 1820. Il est député de la Meurthe de 1815 à 1816 et de 1820 à 1827, siégeant dans la majorité soutenant les gouvernements de la Restauration.

## Pour approfondir